# Qinghua Donglu Xikou
Qinghua Donglu Xikou (in cinese: 清华东路西口站S, Qīnghuá dōnglù xīkǒu zhànP), denominata in fase di progettazione Qinghua Dong, letteralmente in italiano Uscita Ovest di Qinghua East Road, è una stazione, nonché capolinea occidentale, della linea 15 della metropolitana di Pechino.
Attualmente in costruzione, entro il 2027 verrà inaugurata anche la stazione di interscambio della linea 13.

## Storia
Il 3 febbraio 2009, la Commissione urbanistica di Pechino ha approvato il piano della linea 15 della metropolitana di Pechino.
Dopo aver inaugurato, il 30 dicembre 2010, il tratto orientale della linea, che prevedeva un collegamento tra le stazioni di Wangjingxi e Fengbo, nel febbraio 2012 sono stati avviati ufficialmente i lavori di realizzazione sull'intero tratto occidentale della linea 15, tragitto nel quale rientrava anche la stazione di Qinghua Donglu Xikou.
Il 19 novembre 2013, la Commissione urbanistica di Pechino ha reso pubblica la proposta di nomi per la stazione Qinghua Dong, in seguito rinominata ufficialmente Qinghua Donglu Xikou.
In seguito, il 28 dicembre 2014 è stata inaugurata e aperta al pubblico la stazione di Qinghua Donglu Xikou, unitamente al resto del tratto occidentale della linea, che si estendeva da Qinghua Donglu Xikou a Wangjingxi. Qinghua Donglu Xikou è divenuta, di conseguenza, il capolinea occidentale della linea 15.

### Sviluppi futuri
Nel maggio 2024 sono stati avviati i lavori di costruzione della stazione della linea 13. I lavori rientrano nel progetto più ampio di ammodernamento e ampliamento della linea 13 che hanno come obiettivo finale la suddivisione della linea in due diramazioni separate, definite da progetto 13A e 13B. Quando i lavori di separazione delle due linee giungeranno al termine, la stazione di Qinghua Donglu Xikou rientrerà nella competenza della linea 13A, la cui inaugurazione è prevista non prima del 2027.

## Controversie sulla denominazione
Il nome della stazione trae origine dalla strada su cui essa si affaccia. Inizialmente, era previsto che la stazione si chiamasse semplicemente Qinghua Dong (lett. Qinghua Est), in riferimento all'ingresso est dell'Università Tsinghua (in cinese: 清华大学S, Qīnghuá dàxuéP) che sorge nelle vicinanze della stazione. Tale denominazione suscitò ampie proteste, in particolare da parte della comunità accademica della Beijing Forestry University, secondo la quale la stazione risultava geograficamente più vicina al proprio campus rispetto a quello dell’Università Tsinghua. In seguito al dibattito generato, soprattutto online, la Commissione urbanistica di Pechino decise di adottare una denominazione neutra, scegliendo Qinghua Donglu Xikou, in riferimento alla posizione geografica della stazione e alla via d’accesso su cui essa è situata.

## Posizione

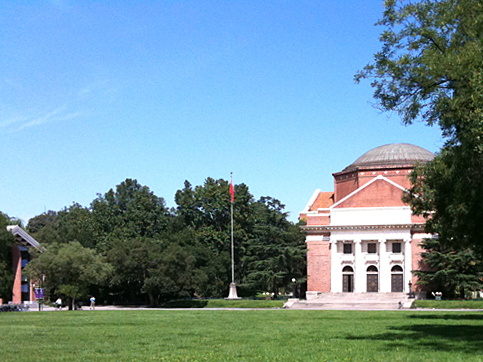
L'Auditorium dell'Università Tsinghua, a pochi passi dalla stazione.

La stazione di Qinghua Donglu Xikou è situata nel distretto di Haidian, a nord-ovest del centro di Pechino, a circa 16 km dal centro città. Si colloca in prossimità dell’incrocio tra Qinghua East Road, Shuangqing Road, Wangzhuang Road e la ferrovia Pechino-Baotou. Sorge in un’area caratterizzata dalla concentrazione di importanti istituzioni accademiche e di ricerca, tra cui l'Università Tsinghua e la Beijing Forestry University, entrambe raggiungibili a piedi in pochi minuti. La zona è inoltre prossima al parco scientifico di Zhongguancun, noto come la “Silicon Valley cinese”, e al quartiere universitario di Wudaokou, vivace polo studentesco ricco di locali, librerie e caffè. La stazione della linea 13 sorgerà perpendicolarmente rispetto alla stazione della linea 15 e sarà sopraelevata.

## Struttura e impianti
| Unknown route-map component "utENDEa" | Unknown route-map component "utENDEa" |

| Urban tunnel straight track | Urban tunnel straight track |

| Unknown route-map component "utABZg2" | Unknown route-map component "utABZg3" |

| Unknown route-map component "utABZg+1" | Unknown route-map component "utABZg+4" |

| Unknown route-map component "utPSTR(R)" | Unknown route-map component "utPSTR(L)" |

| Unknown route-map component "utPSTR(R)" | Unknown route-map component "utPSTR(L)" |

| Unknown route-map component "utABZg2" | Unknown route-map component "utSTR+tc3" |

| Unknown route-map component "utSTR+tc1" | Unknown route-map component "utABZg+4" |

| Unknown route-map component "utSTRf" | Unknown route-map component "utSTRg" |

Durante la costruzione della linea 13, la stazione non fu realizzata, ma vennero predisposte le condizioni necessarie per un’eventuale futura inaugurazione.
La stazione, secondo progetto, prevederò una struttura sopraelevata con banchine laterali. La stazione della linea 15, invece, è stata realizzata come stazione sotterranea, anch'essa con banchine laterali. La stazione della linea 15 è strutturata in due piani sotterranei, dove il primo è dedicato all'atrio e il secondo al piano binari.
La stazione è dotata di due ingressi, indicati con le lettere B e C, dei quali quest'ultimo accessibile ai portatori di disabilità motorie.

## Servizi
La stazione dispone di:
- Accessibilità per portatori di handicap
- Ascensori
- Scale mobili
- Emettitrice automatica biglietti
- Servizi igienici
- Sportello automatico
- Stazione video sorvegliata
- Ufficio polizia

### Orari
In direzione del capolinea orientale di Fengbo, sono attivi tutti i giorni treni dalla stazione di Qinghua Donglu Xikou dalle 5:29 alle 23:14.

## Interscambi
- Fermata autobus